# Pokuase, Ghana
Pokuase (también, Pokoasi) es un suburbio de Acra, la capital de Ghana, y se extiende por el área desde Pokuase, saliendo de la autopista Acra- Kumasi (o la antigua Nsawam Road) a la derecha viniendo del centro de Acra, y saliendo de la autopista en Pokuase Junction y subiendo a 'Okai Kwei Hill', a la izquierda viniendo de la ciudad.

## Historia
Okai Kwei Hills condujo a Ayawaso, la patria tradicional del pueblo Ga, los custodios históricos de la tierra de la ciudad de Acra. Okai Kwei Hill recibió su nombre del último Rey Ga que gobernó esa región. Se dice que Okai Kwei fue un estadista astuto, como lo demuestra su relación con Europa y sus vecinos africanos. Pero finalmente cayó del poder en 1680. Okai Kwei tuvo muchas esposas, cortesanos y músicos en su corte y vivió una vida opulenta.
En el Festival Homowo de la Región Gran Acra en Ayawaso todavía hay bailes y exhibiciones culturales, las insignias de durbars en honor a los jefes de Ga y el culto tradicional en los santuarios sagrados de Ga alrededor de la colina Okai Kwei.

## Equipamientos
Cuenta con zonas comerciales minoristas, con tiendas locales, bares o 'lugares para beber', estaciones de autobús/taxi y un mercado. También tiene muchos hoteles, casas de huéspedes y apartamentos de alquiler; así como la urbanización cerrada ejecutiva establecida desde hace mucho tiempo de ACP Estates; y HFS Estates que limita con la antigua arboleda sagrada de Gua Koo en Pokuase.
También hay varias escuelas en el área, que incluyen The Hill Top Academy, Disciplined Child School y The Spelmore Institute en College Lane, justo al lado de Pokuase Interchange. El Instituto Spelmore es una escuela internacional para criaturas de 5 a 16 años que enseña el plan de estudios británico y prepara al alumnado para los exámenes del Certificado General Internacional de Educación Secundaria (IGCSE).
La ONG estadounidense The Women's Trust tiene su sede en Pokuase Town, al igual que la ONG ghanesa/estadounidense Ghana Sustainable Aid Project. El orfanato y la escuela de formación profesional Village of Hope también se encuentran en Pokuase Junction en Ayawaso.

## Conexiones de transporte
Hay una estación de tren en la ladera de la colina en Pokuase Junction, y Pokuase es una de las paradas de la línea que comienza en Nsawam y se dirige al centro de Acra.
Pokuase también se encuentra en un punto central en una estrella de carreteras de múltiples lados que conducen a diferentes partes del centro de Acra y otras ciudades importantes. Desde Pokuase puede conducirse o tomarse el transporte local:
- Al centro de Acra, por la autopista Acra-Kumasi, pasando Achimota y Kwame Nkrumah Circle.[9]
- A Kumasi, a lo largo de Acra a la autopista Kumasi.
- A Mallam,[10] a lo largo de la carretera de dos carriles Awoshie-Pokuase,[11] una sección de la autopista ECOWAS y hacia Cape Coast. Fue diseñada para tener carriles de servicio, pasarelas y carriles para bicicletas. Está financiado por el Banco Africano de Desarrollo,[12] la Agencia Francesa de Desarrollo y el Gobierno de Ghana.

- Hacia Madina, East Legon, la Universidad de Legon, el aeropuerto y el centro de Acra.
- A Aburi, tomando también Kwabenya Road y girando a la izquierda en Kwabenya
- A Lapaz, luego al Tetteh Quashie Interchange y al centro de Acra

La autopista Acra-Kumasi es una de las principales carreteras arteriales de Ghana, va desde Acra hasta más allá de Kumasi y continúa hacia las áreas del norte de Ghana, luego hacia Burkina Faso. El tramo de esta carretera de Nsawam a Ofankor, pasando por Pokuase, es una autovía de 4 carriles; luego de Ofankor a Achimota, es una autopista de 8 carriles, con 4 carriles centrales 'exprés' y 4 carriles de 'acceso local'. El camino de Ofankor también tiene aceras de 9 pies de ancho para compras peatonales.
La finalización de esta autopista ha traído nuevas urbanizaciones y urbanizaciones cerradas a la zona, así como complejos comerciales, que están en construcción a lo largo de la ruta.